# August Wilhelm Zumpt
August Wilhelm Zumpt (Königsberg, 4 dicembre 1815 – Berlino, 22 aprile 1877) è stato un filologo classico ed epigrafista tedesco, noto in particolare per i suoi studi di epigrafia latina. Era il nipote di Karl Gottlob Zumpt, del quale scrisse una biografia in latino..

## Biografia
Zumpt studiò a Berlino, e nel 1851 divenne professore al Friedrich-Wilhelm-Gymnasium, diretto da Karl Ferdinand Ranke.
I suoi studi di epigrafia (riuniti nell Commentationes epigraphicae, 1850-54) lo portarono in conflitto con Theodor Mommsen in relazione alla preparazione del Corpus Inscriptionum Latinarum, un progetto di Mommsen, che ebbe inizio nel 1847.

## Opere
- Edizione di Claudio Rutilio Namaziano (1840)
- De Augustalibus et Seviris Augustalibus commentatio epigraphica (1846)
- Monumentum Ancyranum (assieme a Franck, 1847)
- Studio, Romana (1859)
- Das Kriminalrecht der röm. Republik (1865-1869)
- Edizioni dei lavori di Cicerone Pro Murena (1859) e De lege agraria (1861)
- De monumento Ancyrano supplendo (1869)
- Der Kriminalprozess der röm. Republik (1871)

## Curiosità
- Wilhelm Ihne incluse nel settimo e nell'ottavo volume della sua Römische Geschichte (1840) alcuni materiali lasciati da Zumpt.